# Лососина
Лососи́на — рабочий посёлок в Советско-Гаванском районе Хабаровского края России.
Образует городское поселение Рабочий посёлок Лососина как единственный населённый пункт в его составе.

## География
Расположен в восточной части края, севернее города Советская Гавань, на берегу Татарского пролива. Расстояние до ближайшей железнодорожной станции 8 км.

## История
Статус посёлка городского типа — с 1969 года, после выделения из состава города Советская Гавань.

## Население
| 1970  | 1979  | 1989  | 1992  | 2000  | 2002  | 2005  |
| ----- | ----- | ----- | ----- | ----- | ----- | ----- |
| 2426  | ↗5091 | ↗5687 | ↗5700 | ↘5000 | ↘3246 | ↘3098 |
| 2006  | 2007  | 2008  | 2009  | 2010  | 2011  | 2012  |
| ↘3044 | ↘3000 | ↗3046 | ↗3062 | ↗3224 | ↗3228 | ↘3201 |
| 2013  | 2014  | 2015  | 2016  | 2017  | 2018  | 2019  |
| ↗3230 | ↘3186 | ↘3154 | ↘3141 | ↘3105 | ↘3070 | ↘3014 |
| 2020  | 2021  | 2023  | 2024  |       |       |       |
| ↘2986 | ↘2573 | ↘2493 | ↘2447 |       |       |       |

## Экономика
Администрация рыбного порта Советская Гавань, предприятия по переработке рыбы, лесопереработка.